# Truus Menger-Oversteegen
Truus Menger-Oversteegen (Schoten, 29 augustus 1923 – Grootebroek, 18 juni 2016) was een Nederlands beeldhouwer en schilder. Tijdens de Tweede Wereldoorlog was zij een verzetsstrijdster in de Raad van Verzet (RVV) en ze verrichtte samen met haar zus Freddie Oversteegen en haar vriendin Hannie Schaft veel verzetsactiviteiten.
Op 1 maart 1945 werd NSB-agent van politie Willem Zirkzee door Hannie Schaft en Truus Oversteegen geëxecuteerd, ter hoogte van het Krelagehuis aan de Leidsevaart in Haarlem. Op 15 maart verwondden zij Ko Langendijk, een kapper uit IJmuiden die voor de Sicherheitsdienst (SD) werkte. Hij overleefde de aanslag en in 1948 getuigde hij nog in Amsterdam ten bate van zijn Velser vriendin, de verraadster Nelly Willy van M. In 1949 werd hij tot levenslange gevangenisstraf veroordeeld. Een eerdere aanslag op Langendijk door Jan Bonekamp was ook mislukt. Schaft en Oversteegen hebben tevergeefs geprobeerd Jan Bonekamp te bevrijden toen deze zwaargewond door de Duitsers was gearresteerd en naar het Wilhelmina Gasthuis in Amsterdam was gebracht.
Hannie Schaft en Truus Oversteegen waren van plan Fake Krist op 25 oktober 1944 te liquideren, maar andere Haarlemse verzetsstrijders waren hen voor. Nadat Hannie Schaft op 21 maart 1945 werd opgepakt, verkeerde men bij het verzet in de veronderstelling dat zij aan de Weteringschans was opgesloten. Vermomd als Duitse verpleegster probeerde Oversteegen haar te bevrijden met een verhaal dat ze Schaft moest meenemen voor medisch onderzoek. Ze huilde veel om de mensen daar te overtuigen. Hannie Schaft bleek echter aan de Amstelveenseweg te hebben gezeten en was inmiddels geëxecuteerd.
Na de oorlog was Truus Menger-Oversteegen geregeld gastspreker op universiteiten en middelbare scholen over oorlog, antisemitisme, verdraagzaamheid en onverschilligheid. In 1982 schreef ze een boek over haar ervaringen in de oorlog: Toen niet, nu niet, nooit. Ter ere van haar 75e verjaardag in 1998 is het boek in het Engels vertaald Not Then, Not Now, Not Ever. In 2000 is er ook een Duitse vertaling uitgekomen, getiteld Im letzten Augenblick. In de Oostenrijkse hoofdstad Wenen was in 1997 de première van een toneelstuk gebaseerd op het leven van Hannie, Freddie en Truus. Ook in Nederland is er een toneelstuk gemaakt.
Menger startte na de oorlog een carrière als beeldend kunstenaar en werd bekend onder de naam van haar man Piet Menger, die zij had leren kennen in het verzet. Hun oudste dochter werd naar Hannie Schaft vernoemd. Deze Hannie Menger was voorzitster van de Stichting Nationale Hannie Schaft-Herdenking.

## Werken (selectie)
Op verschillende plekken in Nederland en het buitenland staan beelden en monumenten die door haar zijn gemaakt. Bekend is het beeld ter nagedachtenis van Hannie Schaft in het Kenaupark in Haarlem. Enkele werken van haar zijn:
- Vrouw in het verzet in Haarlem, ter herdenking van Hannie Schaft en andere verzetsvrouwen
- Steen van de miljoenen tranen te Rotterdam
- Leidse vrouwen in het verzet (1985) te Leiden
- Banner of Hope te Johannesburg-Soweto, Zuid-Afrika
- Hun offers voor onze toekomst, herdenkingsmonument te Grootebroek
- Jodenmarkt te Amsterdam
- Monument voor Joodse dove oorlogsslachtoffers te Amsterdam
- Staakt Staakt Staakt, herdenkingsmonument te Zaandam
- Wanhoop te Hoorn
- Bevroren Tranen, in het Herinneringscentrum Kamp Westerbork

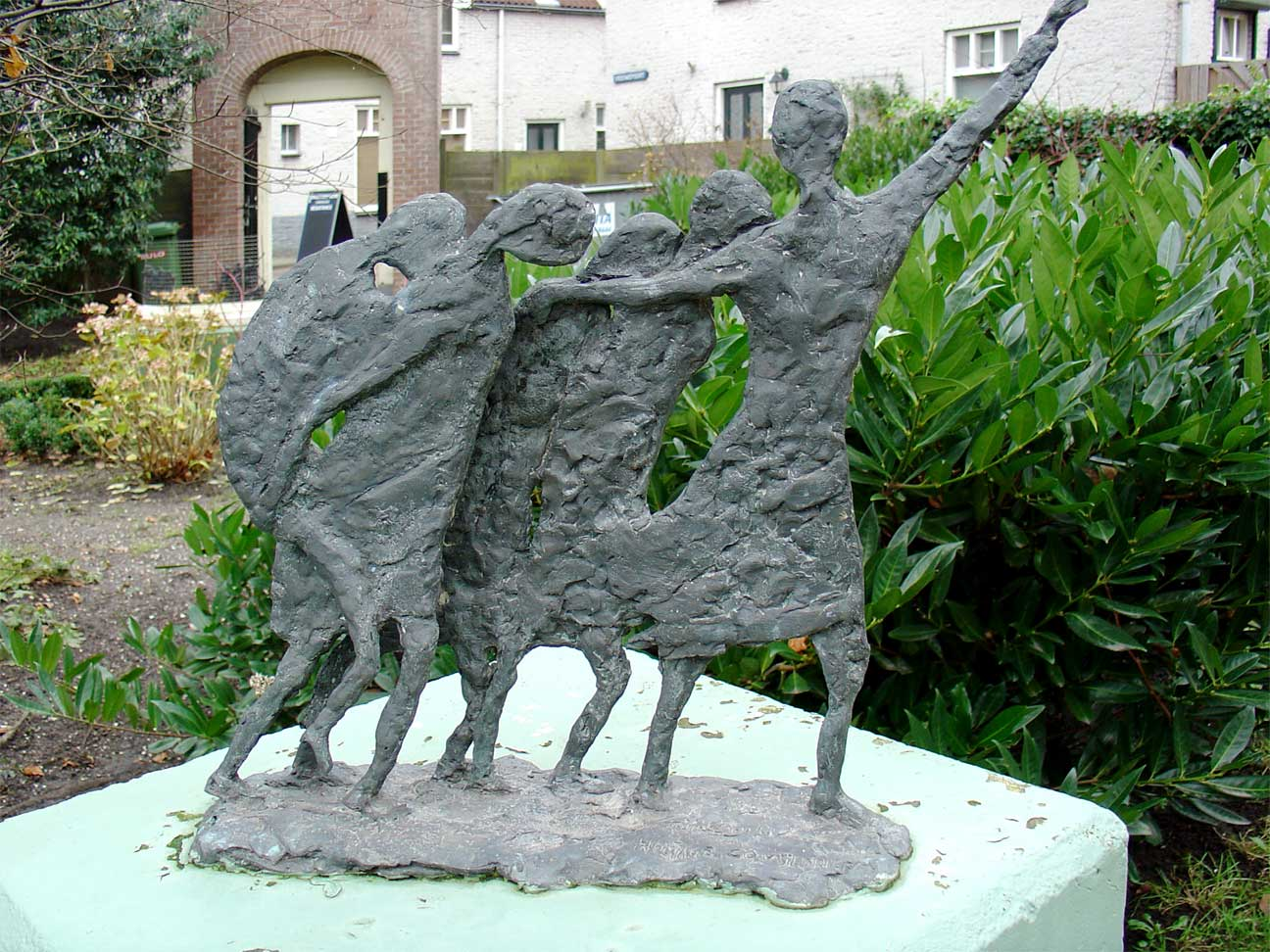
Replica van Leidse vrouwen in het verzet (1985), Verzetsmuseum Gouda
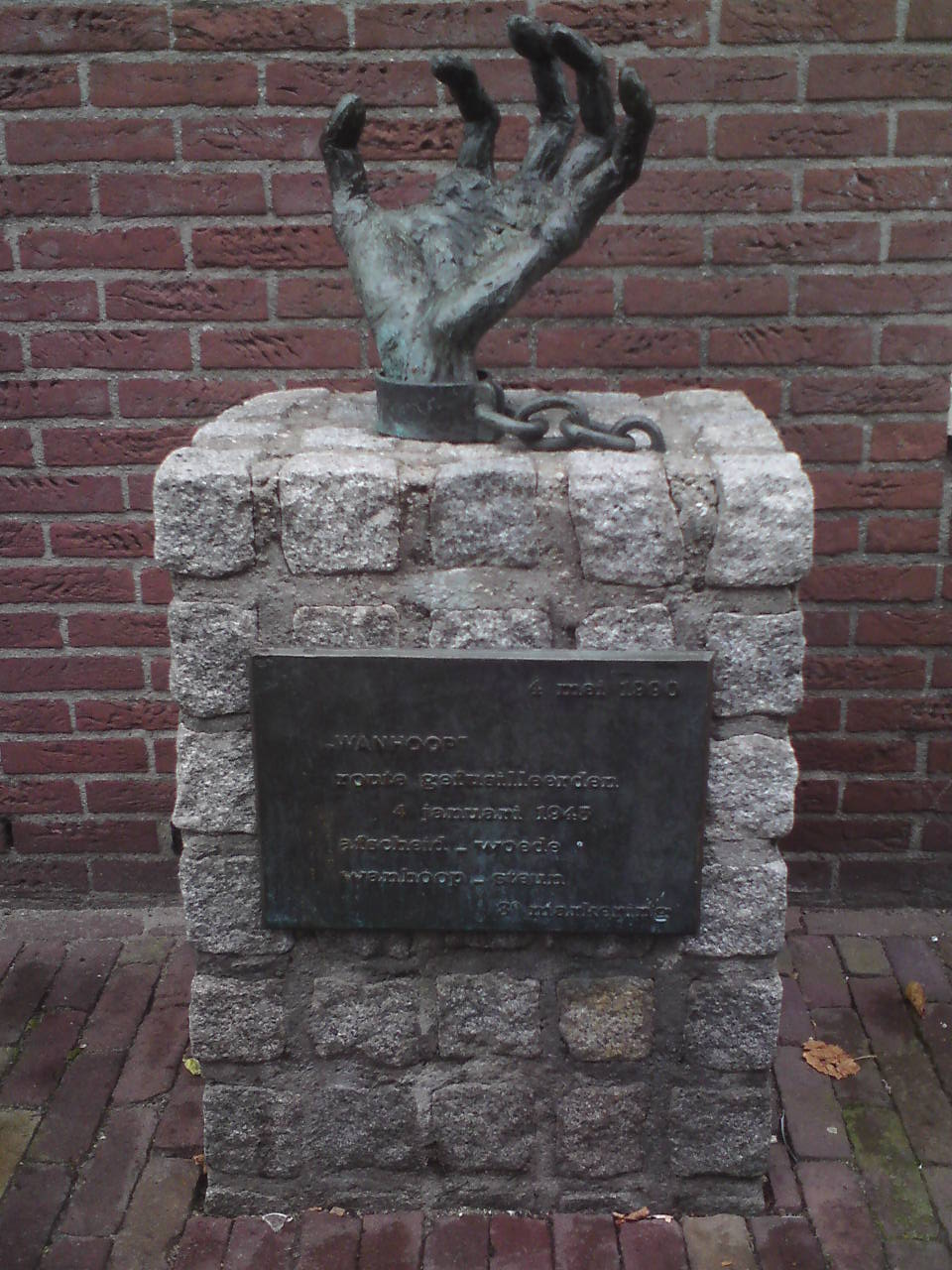
Wanhoop (1990), Hoorn
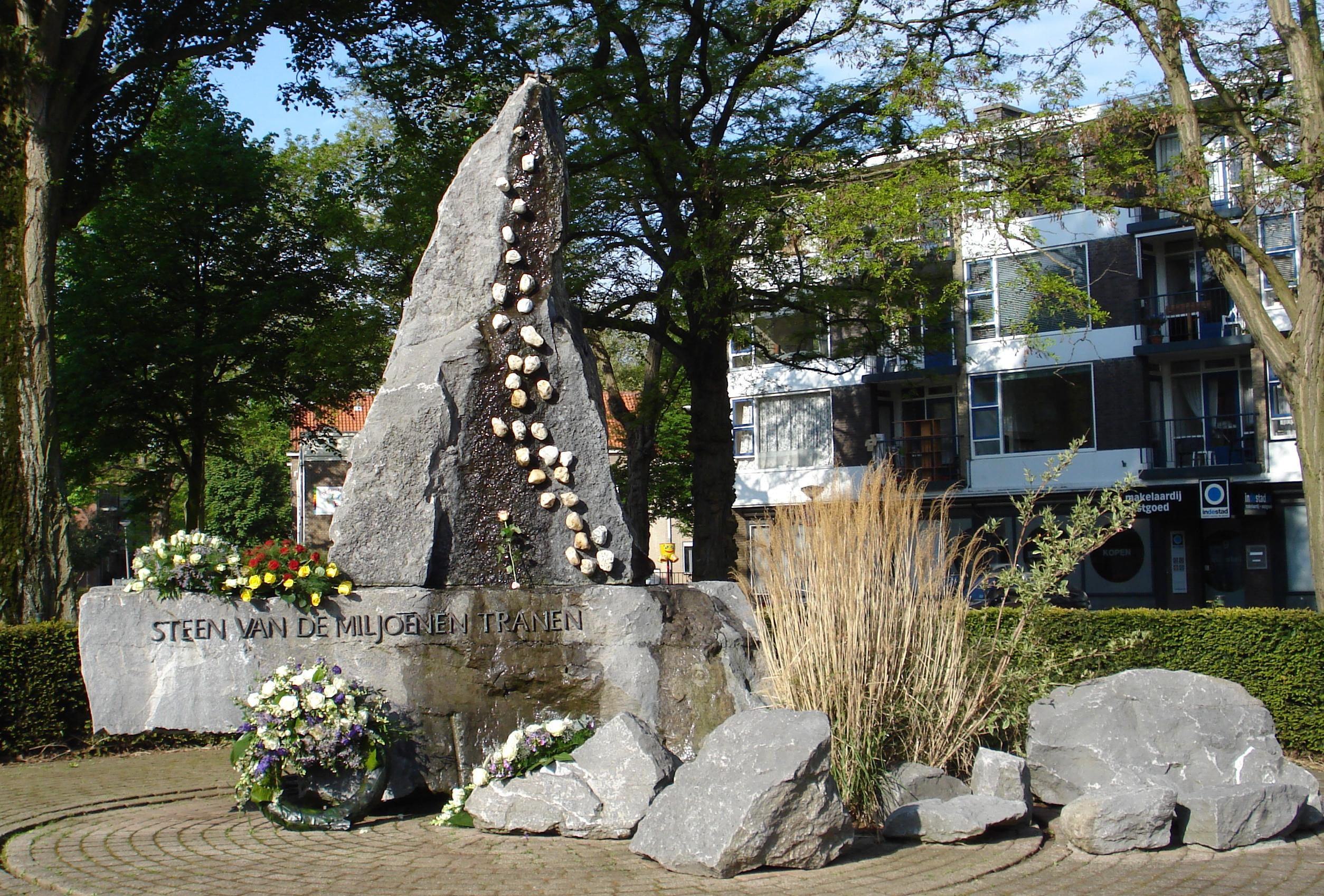
Steen van de miljoenen tranen (1990), Rotterdam
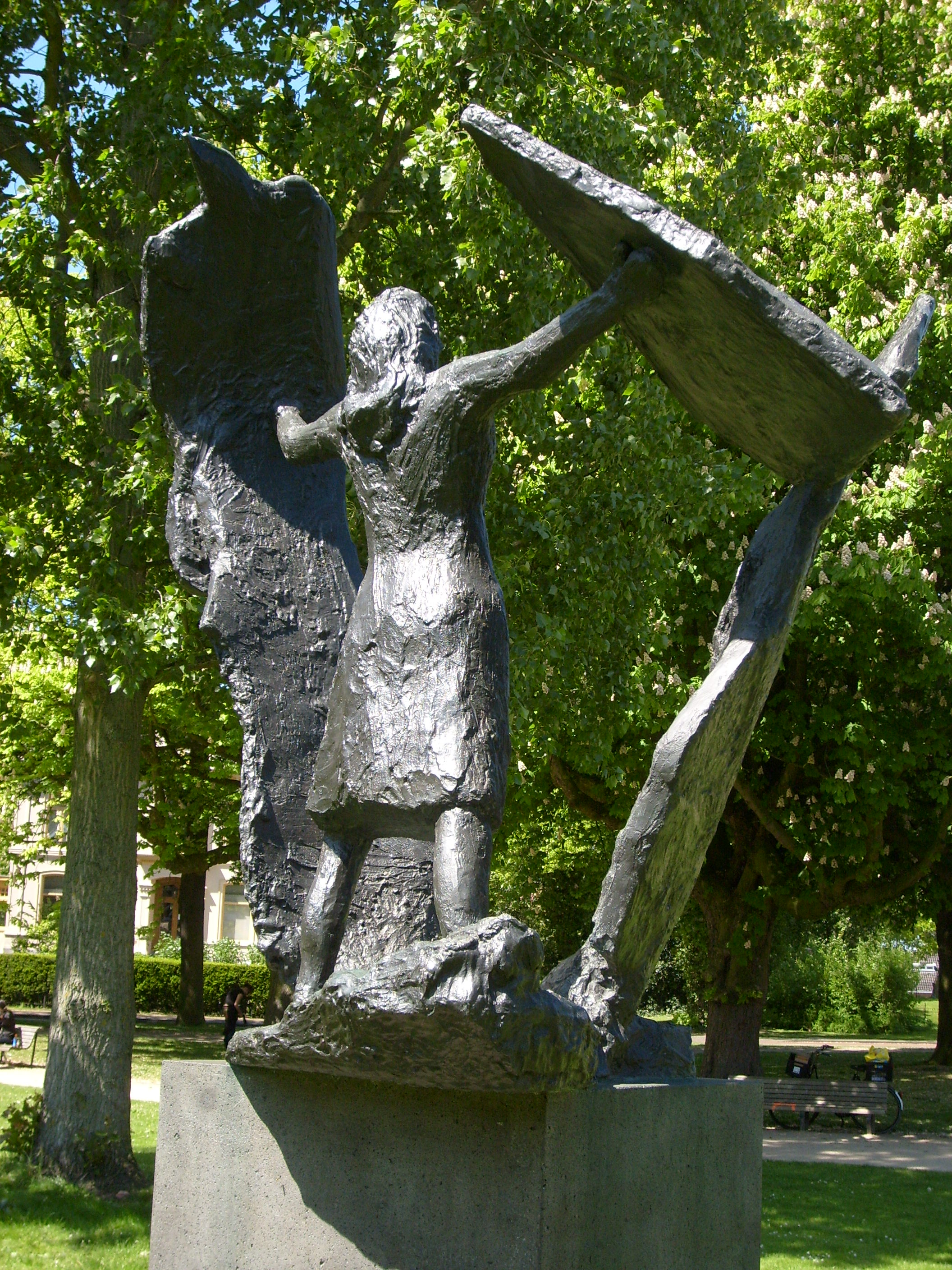
Hannie Schaft (1992), Haarlem

Daarnaast heeft Truus Oversteegen veel (overzichts)tentoonstellingen gehad in binnen- en buitenland.

## Erkenning en nagedachtenis
Bij haar 75e verjaardag in 1998 werd Menger vanwege haar verdiensten benoemd tot officier in de Orde van Oranje-Nassau. Op 15 april 2014 ontving zij tegelijk met haar zus uit handen van premier Mark Rutte het Mobilisatie-Oorlogskruis; een buitengewone eer, omdat de onderscheiding gewoonlijk door de burgemeester wordt uitgereikt.
Op 12 juni 2014 onthulde Truus samen met zus Freddie en burgemeester van Haarlem Bernt Schneiders de Truus Oversteegenstraat in de Haarlemse Slachthuisbuurt. In het verlengde ervan ligt de Freddie Oversteegenstraat, beiden parallel aan de Hannie Schaftstraat. Ook is er een Truus Oversteegenstraat in Montfoort (Utrecht).